# 伊扎克·本-兹维

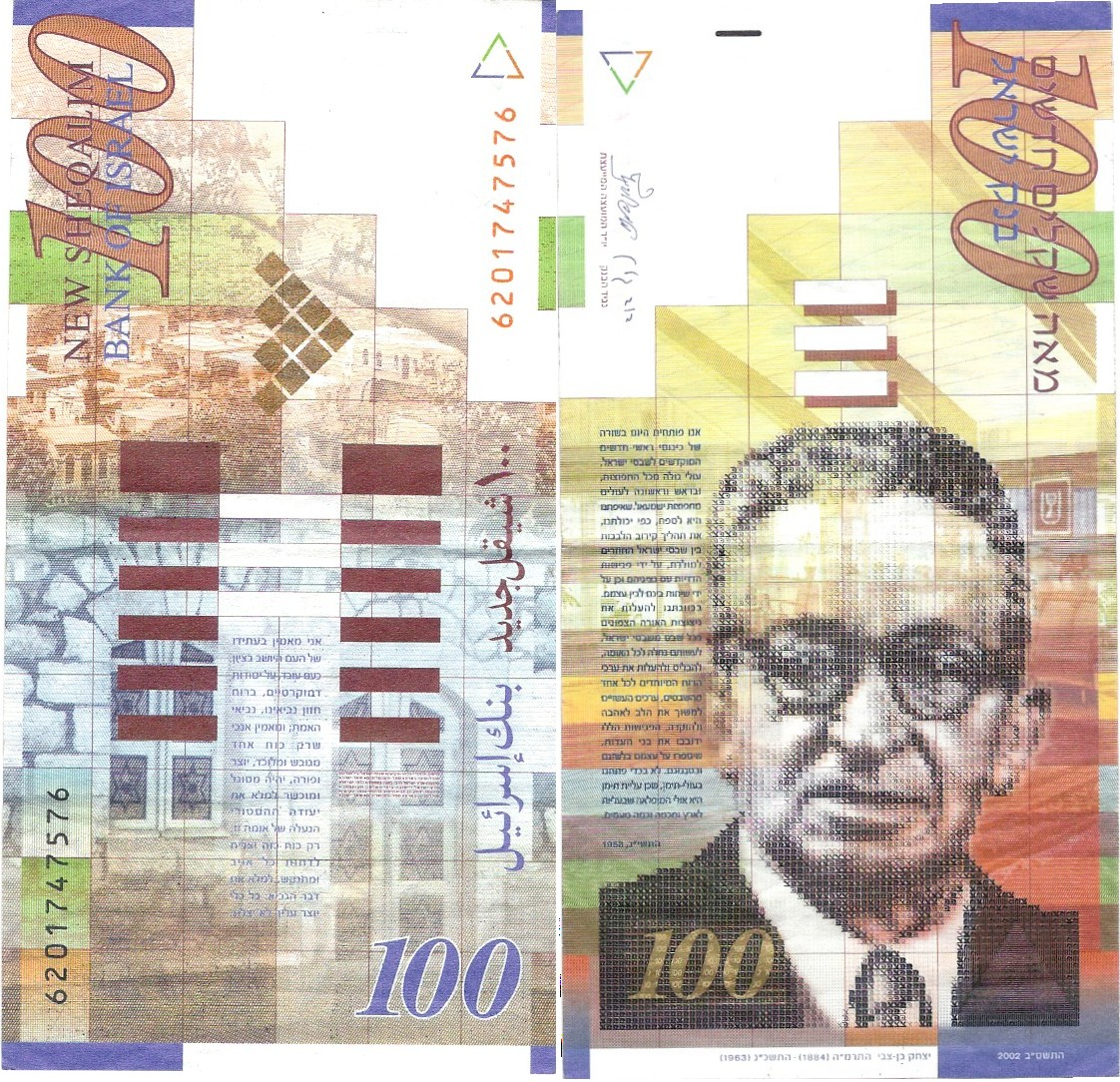
100新舍客勒纸币

伊扎克·本-兹维（Yitzhak Ben-Zvi，1884年11月24日—1963年4月23日）原名伊萨克·希姆谢列維奇（Yitzhak Shimshelevich）。是以色列历史学家、犹太复国运动领袖，以色列第二任总统，也是以色列任期最长的总统（1952年–1963年）。巴勒斯坦的犹太复国主义运动早期领导人。他帮助建立了为成立以色列国奠定基础的政治、经济和军事体制。

## 生平
伊扎克·本-兹维生於乌克兰波尔塔瓦，是家中的长子，自青年时代即为犹太复国主义者。在1905年的俄国犹太大屠杀期间参加了乌克兰犹太人的自卫活动，并加入了犹太劳工组织“锡安工人党”，这是一个奉行社会主义方针的犹太复国主义团体，为后来在巴勒斯坦和其他地方的组织在思想意识上开创了重要的先例，并于1907年成立了世界犹太劳工联盟。
1907年，他移居巴勒斯坦的雅弗，1908年帮助成立了犹太农村居民点自卫组织——“哈绍莫”（HaShomer）。1909年，他和妻子雷切尔（Rachel Yannait）在耶路撒冷建立了巴勒斯坦第一所用希伯来语教学的中学——金纳西亚高中（Gymnasia High School）。
从1912年到1914年，本-兹维在伊斯坦布尔大学学习法律，与未来的以色列总理大衛·本-古里安同学。1914年8月他们回到巴勒斯坦，但在1915年遭到土耳其奥斯曼帝国政府驱逐。他们前往美国纽约市，在那里他们从事犹太复国运动，共同创立犹太复国主义青年先锋组织和犹太军团，第一次世界大战中在巴勒斯坦与英军一起对德军和土耳其军作战。1918年随军团返回巴勒斯坦，两年后参加建立工人总联合会，该组织成为以色列的主要工人组织。1920年—1929年任总联合会书记处书记，并与本-古里安创建以色列工党，该党成为以色列的主要政治力量。他是犹太国民会议创建人之一，在英国委任统治巴勒斯坦期间（1920—1948），犹太国民会议代表着当地90%的犹太人，本-兹维1931—1944年担任会议主席，1944—1949年任理事长。1948年5月14日，本-兹维签署了以色列独立宣言，次年选入国会。1952年任总统直至去世，並在那裡創立了HeHalutz（先鋒）運動。他們也一起寫了意第緒語一書《以色列土地的過去與現在》，以在美國猶太人中促進猶太復國主義事業。
1918年返回巴勒斯坦後，本-茲維與瑞秋·雅奈特（Rachel Yannait）結婚。他們有兩個兒子：暗蘭和以利。以利後來死於以色列獨立戰爭。
1919年，本-茲維幫助成立了勞工聯盟黨，並在哈加納中變得越來越活躍。後來他當選為耶路撒冷市議會議員和全國議會議員。
本-茲維是猶太歷史、民族學以及以色列土地歷史的著名研究員。
他还是著名的中东历史和考古学者，1948年创立中东犹太社会研究所（现称本-兹维研究所,以他命名的歷史研究中心，以研究以色列及猶太人在北非和中东的歷史為重心），任所长直到1960年。著有犹太历史《放逐和赦还》（1958年）。
1963年病逝於耶路撒冷。
他的肖像出现在100新舍客勒纸币上。